# Barber Jacobs
Barber Jacobs, född 1549, död 1624, var en nederländsk affärsidkare. 
Hon var ledande inom handeln med begagnade varor i Amsterdam 1590-1624. Hon var en del av en regelbunden grupp promotorer som handlade på offentliga auktioner. Hon arbetade även som kassör, vilket innebar att värdera varor till auktioner. Hon byggde upp en stor förmögenhet. 